# ویلی شور
ویلی شور (انگلیسی: Willi Schur؛ ۲۲ اوت ۱۸۸۸ – ۱ نوامبر ۱۹۴۰) یک هنرپیشه و خواننده اهل آلمان بود.
از فیلم‌ها یا برنامه‌های تلویزیونی که وی در آن نقش داشته است می‌توان به طلا، شفق و قلبم تو را می‌خواند اشاره کرد.